# Seddon Atkinson

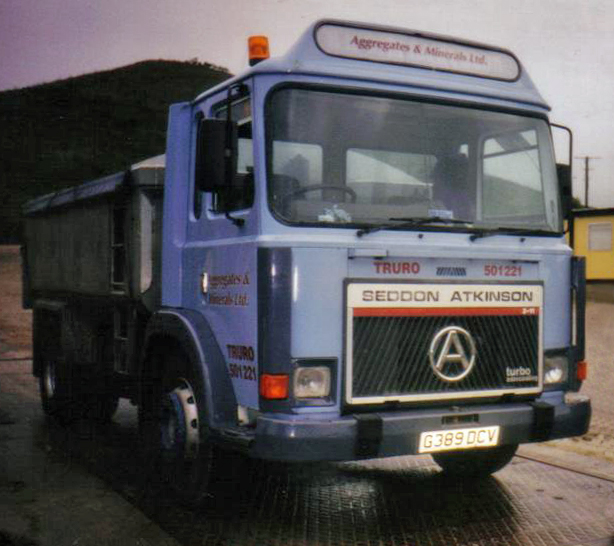
Seddon Atkinson.

Seddon Atkinson (Seddon Atkinson Vehicles Limited) var en tillverkare av tunga nyttofordon med säte i Oldham i England. Bolage bildades 1970 då Atkinson Vehicles Limited och Seddon Diesel Vehicles  Limited gick samman. 1974 köptes bolaget av International Harvester och 1983 av ENASA. Sedan 1990 är bolaget en del av Iveco som använder Seddon Atkinson som varumärke på sina fordon i Storbritannien. 2004 stängdes fabriken i Oldham.
Den första lastbilsmodellen att motta priset Truck of the Year var Seddon Atkinsons Seddon Atkinson 200.